# François Auguste de Valavoire
Pour les articles homonymes, voir Valavoire (homonymie).
François Auguste de Valavoire, marquis de Volx, dit le « Marquis de Valavoire », né vers 1614 et mort le 26 avril 1694, est un militaire français du XVIIe siècle. Il fait carrière dans les armées de Louis XIV. Il s'y enrichit par de nombreux butins de guerre et est nommé lieutenant-général par le roi qui érige pour lui (le jour de son mariage avec Marie d'Amat, le 6 décembre 1652) la terre de Volx en marquisat. Il se distingue en Italie pendant la guerre de Sept Ans. Il est également gouverneur de la ville de Sisteron.

## Biographie

### Origine et famille
François Auguste de Valavoire descend de la maison de Valavoire, une ancienne famille de la noblesse provençale, qui tire son nom de la terre de Valavoire, dans la viguerie de Sisteron, où elle est connue depuis le milieu du XIIIe siècle. Il est le fils de Pierre de Valavoire et de Gabrielle de Forbin de Soliers (sa cousine). Le couple se marie le 18 janvier 1618. Sa mère, issue de la maison de Forbin, apporte elle « une dot substantielle ». « C’est de ce mariage que naquit le plus grand homme de la famille et peut-être le plus illustre des enfants de Volx : François Auguste de Valavoire. »
Son grand-père maternel, Gaspard de Forbin, seigneur de Soliers, est gouverneur de Toulon. 
Son frère Nicolas (mort en 1685) sera évêque de Riez.

### Carrière militaire
En septembre 1641, pendant la guerre de Trente Ans, enseigne des gendarmes du comte d'Alais, il contribue à faire lever le siège d'Almenas. 
En 1648, il devient mestre de camp-lieutenant du régiment Cardinal Mazarin cavalerie, il se trouve à la bataille de Rethel (guerre franco-espagnole). En novembre 1654, il se distingue à la prise de Castellamare, près de Naples, par la flotte du duc de Guise. 
Le 4 juillet 1656, il commande l'ouverture de la tranchée devant Valence. 
Le 6 janvier 1657 devenu mestre de camp du régiment de Valavoire, il est blessé dans la tranchée devant Mortare, dans le duché de Milan le 18 août 1658.
En 1675, le marquis de Valavoire, lieutenant général des armées, nommé pour commander les troupes des habitants de Messine et celles que Louis XIV envoie à leur secours, délivre la ville de la domination espagnole en compagnie du chevalier de Valbelle. L'année suivante, en 1676, il se distingue au cours de l'expédition menée par le duc de Vivonne en Sicile. Il commande des troupes jusqu'en novembre 1676, date à laquelle il est frappé d'hémiplégie. 
En 1694, il est fait chevalier de l'ordre royal et militaire de Saint-Louis, quelques mois après sa création. Il meurt le 26 avril de la même année, sans enfant, laissant tous ses biens à sa femme Marie d’Amat, fille de Jacques d'Amat seigneur du Poët, qui fait procéder le 2 février 1695 à un inventaire des biens du château.

### Sources et bibliographie
- Artefeuil, Histoire héroique et universelle de la noblesse de Provence, vol. 2, Avignon, chez François Seguin, [lire en ligne], p. 473
- Théophraste Renaudot, Gazette de France, vol. 3, Paris, 1768, [lire en ligne], p. 322
- Léon Guérin, Histoire maritime de la France, Dufour et Mulat, 1857 (lire en ligne), p. 258